# Етиопска висораван
Етиопска висораван (старији назив Абисинска висораван) је велики плато испресецан планинским масивима који се протеже од Еритреје, Етиопије, до северне Сомалије и Рога Африке. Етиопска висораван представља највиши и површином најпространији плато на читавом Афричком континенту, а висина ретко пада испод 1.500 м, док се планински врхови уздижу до 4550 м. Због тога, Етиопску висораван често зову Кров Африке, а понекад и Еритрејска висораван.

## Географске особине
Висораван је подељена Великом раседном долином на северозападни и југоисточни део, на коме се налазе бројна слана језера.
Северозападни део простире се кроз етиопске регије; Тиграј и Амхара, у њему се налази Национални парк Семијен са Семијенским планинама на којима је највиши врх Етиопије — Рас Дашан (4.620 м). На северозападу се налази и Тана, извориште Плавог Нила.
На југоисточном делу висоравни, највиши врхови налазе се у зони Бале у етиопској регији Оромија, то су планине Бале у Националном парку Бале, и готово су једнако високе као оне у Семијену, са врховима изнад 4.000 м, као што су Тулу Демту (са својих 4.337 м, то је други највиши врх у Етиопији) и Бату (4.307 м).
Етиопска висораван је почела да се уздиже пре 75 милиона година, кад је магма из земљине утробе уздигнула широку куполу древних афричких стена (афрички кратон). Тада је настала и Велика раседна долина која је поделила подручје Етиопске висоравни на три дела, и одвојила Јужноарапске планине Арабијског полуострва које је геолошки део древног етиопског планинског система, раседом који је испунило Црвено море и Аденски залив и одвојио Африку од Арабије.

## Екосистем висоравни
Будући да је Етиопска свисораван у непосредној близини екватора, то даје читавој висоравни неочекивано умерену климу. Како је висораван оивичена високим планинама, оне служе као баријера за монсунске ветрове с Индијског океана, за време сезоне киша, од јуна до средине септембра.
Ове јаке кише узроковале су летње поплаве Нила, феномен који је у доба антике збуњивао Грке.
Етиопска висораван има сличну флору и фауну попут осталих планинских подручја Африке, а то је специфичан афропланински живи свет.
Неке од ендемичних врста Етиопске висоравни су гелада павијан, етиопски вук, етиопски козорог, планинска нијала, Crocidura phaeura, Crocidura harenna, Crocidura macmillani, Tachyoryctes macrocephalus.

## Историја
У јужним деловима Етиопске висоравни некада се налазило Краљевство Кафа, средњовековна држава раног модерног доба, одакле је биљка кафе извожена на Арабијско полуострво. Земља бившег краљевства је планинска са шумом. Земља је веома плодна, способна за три жетве годишње. Термин кафа потиче од арап. قهوة (qahwah) и води порекло из Кафе.

## Физичка географија
Горје је подељено на северозападни и југоисточни део Главним етиопским расцепом који садржи низ сланих језера. Северозападни део, познат као Абесински масив, покрива регионе Тиграј и Амхара, и укључује планине Семиен, чији је део означен као Национални парк планине Симиен. Њен врх, Рас Дашен (4.550 m), највиши је врх Етиопије. Језеро Тана, извор Плавог Нила, такође се налази у северозападном делу Етиопске висоравни.
Југоисточни део је познат као масив Харар. Његови највиши врхови налазе се у зони Бале у етиопској регији Оромија. Планине Бале, такође проглашене националним парком, високе су скоро као оне у Семиену. Опсег обухвата врхове преко 4.000 m. Међу њима су планина Тулу Демту (4.337 m), која је друга највећа самостална планина у Етиопији, и планина Бату (4.307 m).
Већина већих градова у земљи налази се на надморској висини од око 2000–2500 m, укључујући Адис Абебу, главни и највећи град Етиопије, и историјске престонице као што су Гондар и Аксум.

## Геологија
Етиопско горје почело је да се уздиже пре 75 милиона година, пошто је магма из Земљиног омотача подигла широку куполу древних стена Арабијско-нубијског штита. Отварање Велике раседне долине поделило је куполу Етиопске висоравни на три дела; планине јужног Арабијског полуострва су геолошки део древних етиопских висоравни, раздвојених расцепом који је створио Црвено море и Аденски залив и одвојио Африку од Арабије.
Пре око 30 милиона година почела је да се формира поплавна базалтна висораван, нагомилавајући слојеве на слојевима обимних токова базалтне лаве храњених пукотинама. Већина токова била је толеитска, осим танког слоја алкалних базалта и мањих количина фелзитних (високо силицијумских) вулканских стена, као што је риолит. У фазама јењавања базалтне епизоде, догодиле су се и велике експлозивне ерупције које су формирале калдеру.
Етиопску висораван је на крају поделила Велика расеона долина док се афричка континентална кора раздвојила. Овај рифт је довео до великих алкалних базалтних штитних вулкана почевши од пре око 30–31 милиона година.
Северна Етиопска висораван садржи четири уочљиве планационе површине, од којих је најстарија настала најкасније у периоду ордовиција. Најмлађа површина настала је у кенозоику, делимично прекривена етиопско-јеменским континенталним поплавним базалтима.. Супротно ономе што је сугерисано за већи део Африке, површине заравни у северној Етиопији не изгледају као ни педиплани, ни ечплани.